# Pteris cretica
Pteris cretica là một loài thực vật có mạch trong họ Pteridaceae. Loài này được L. miêu tả khoa học đầu tiên năm 1767.

## Hình ảnh

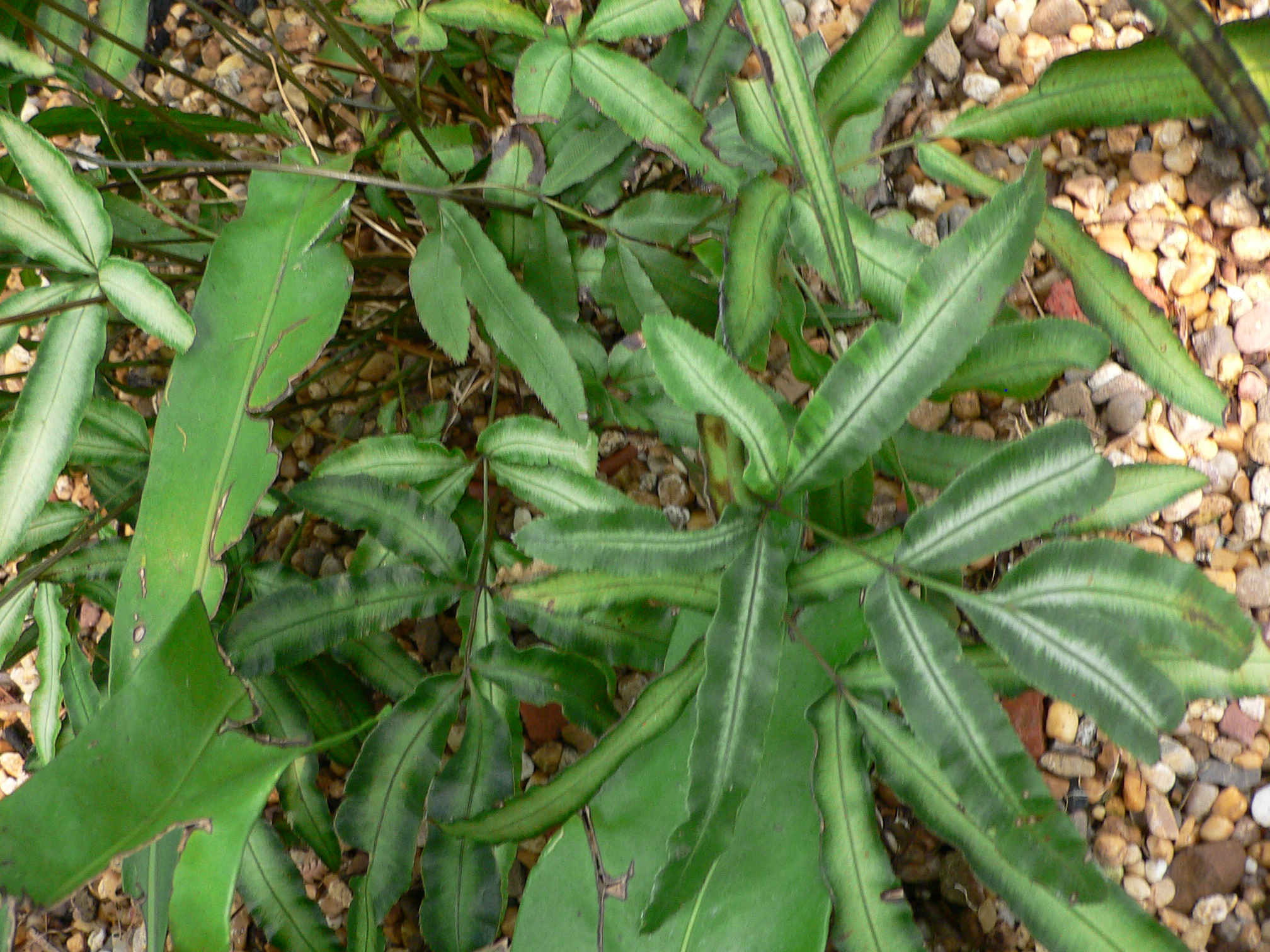
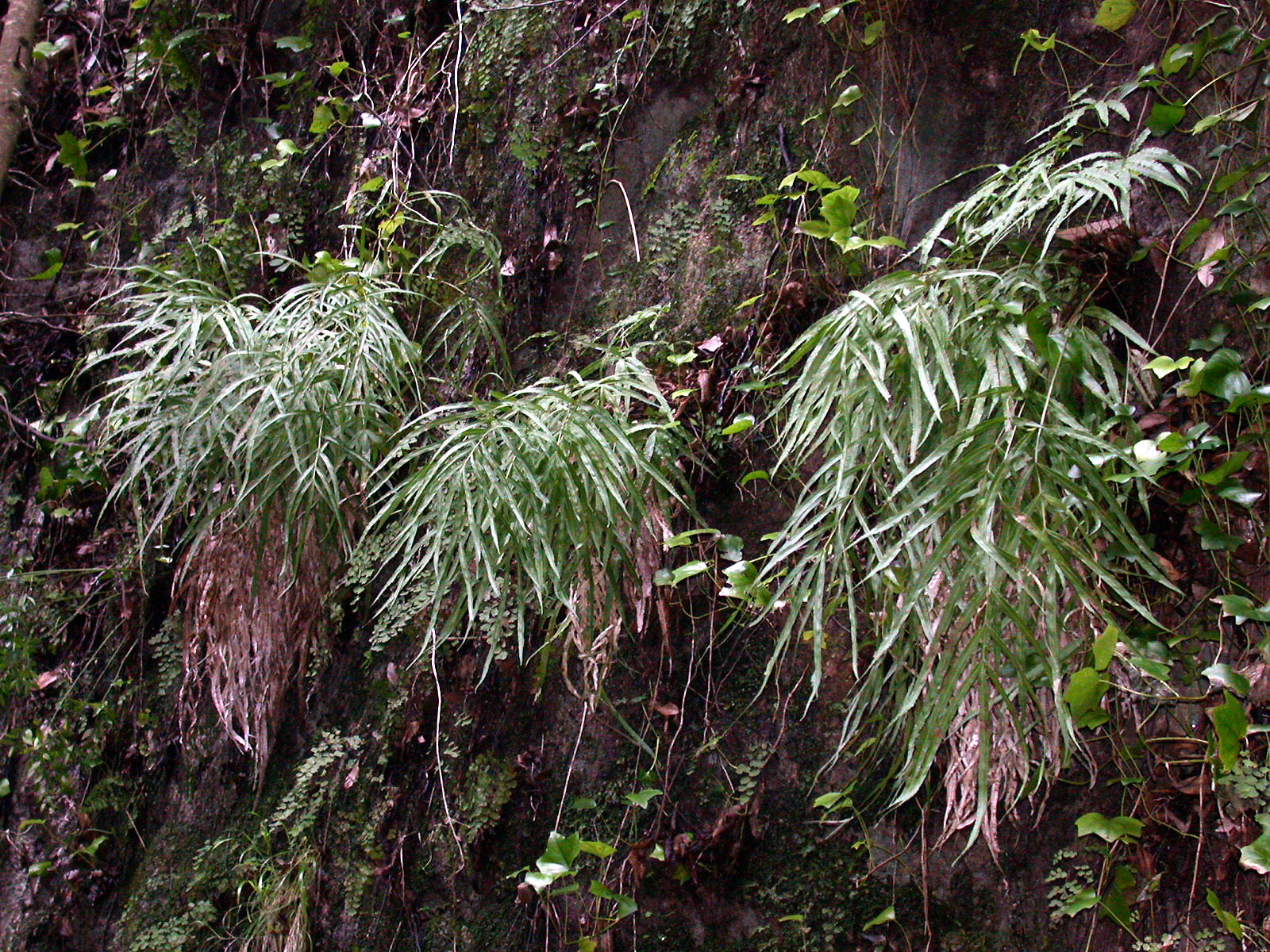
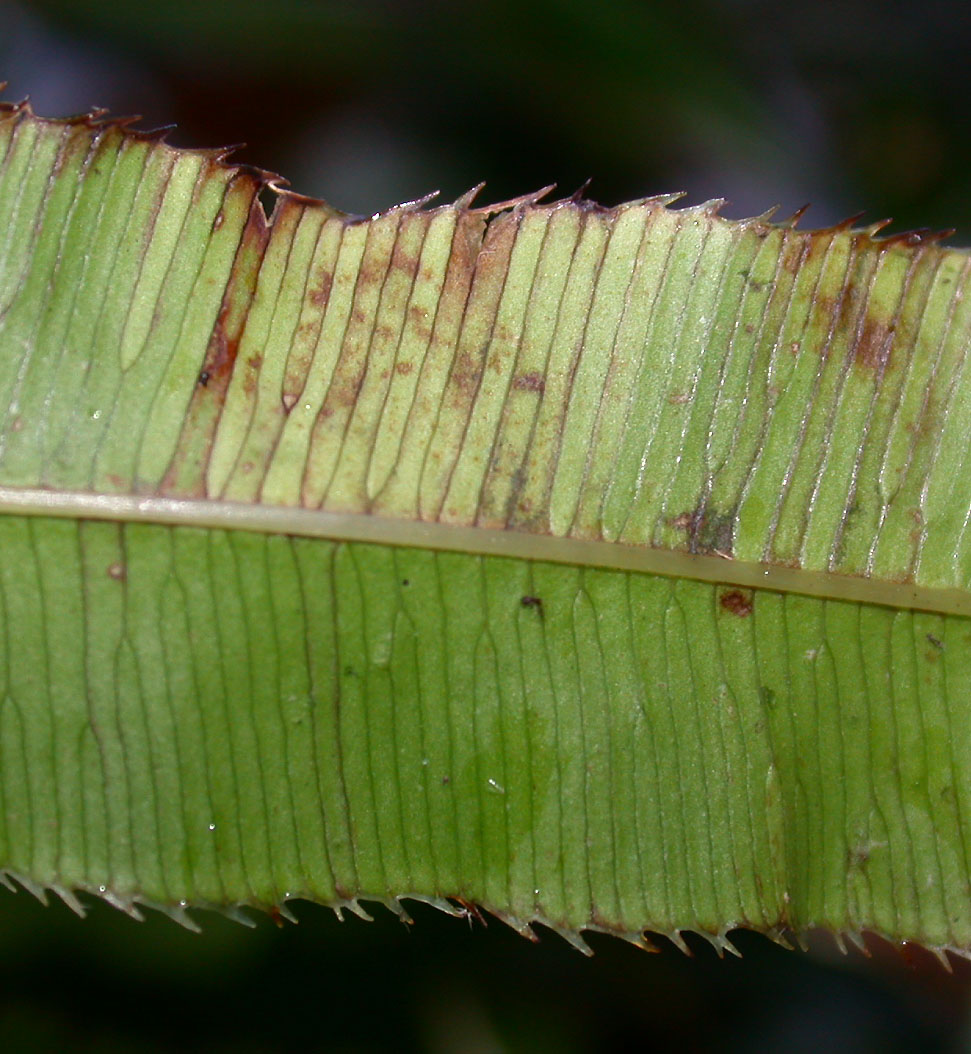
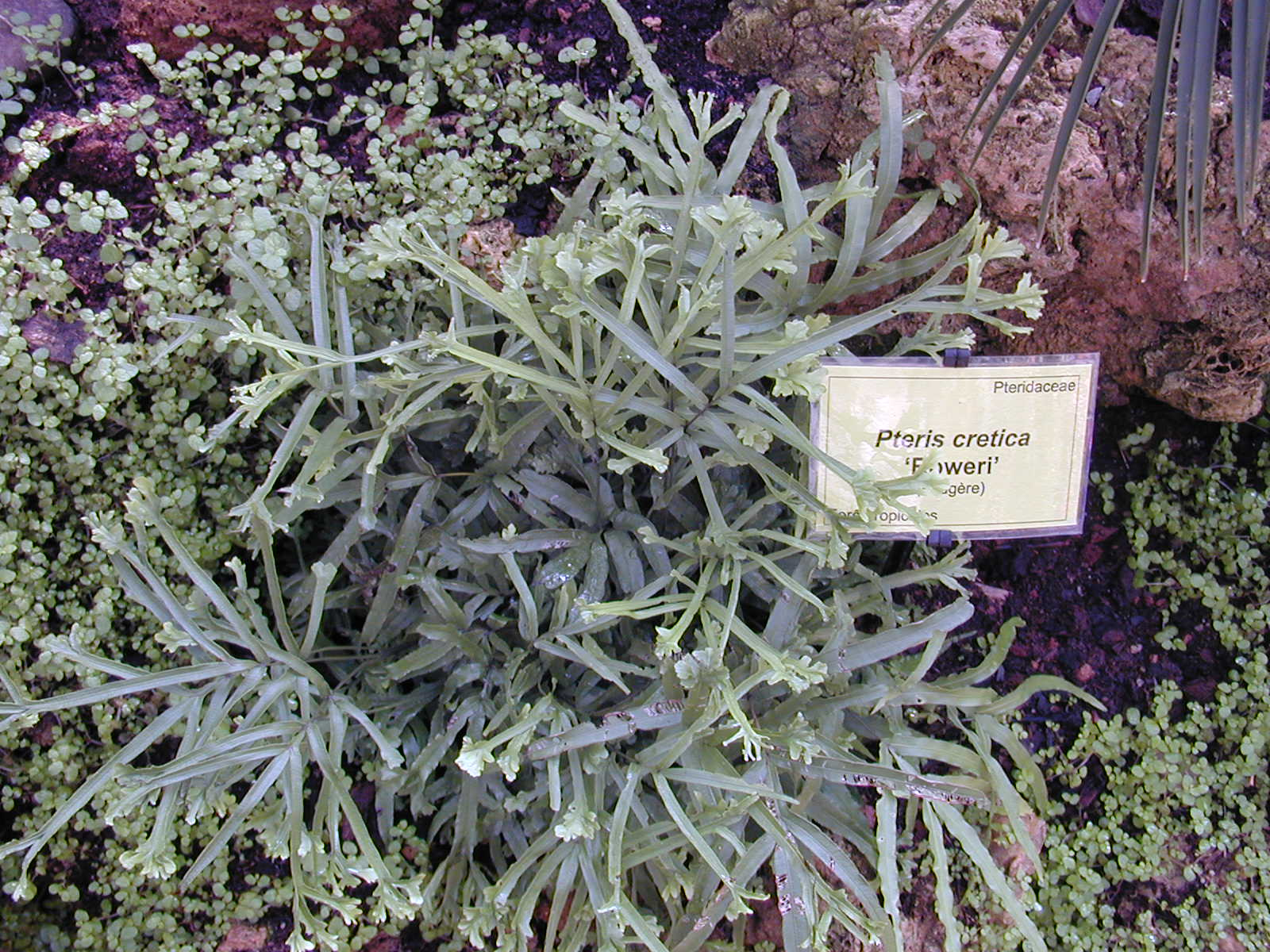